# Stawropolska Republika Radziecka
Stawropolska Republika Radziecka – republika radziecka proklamowana 1/14 stycznia 1918 r. W lipcu 1918 r. weszła w skład Północnokaukaskiej Republiki Radzieckiej. Jej terytorium zostało zajęte przez białą Armię Ochotniczą w listopadzie tego samego roku.

## Historia
Rady robotnicze i żołnierskie były tworzone w Stawropolu i w szeregu innych ośrodków na Północnym Kaukazie przez żołnierzy powracającej z frontu 39 dywizji piechoty, w której program bolszewików cieszył się w końcu 1917 r. znaczną popularnością. W wyborach do Zgromadzenia Ustawodawczego kandydaci partii socjalistycznych uzyskali w guberni stawropolskiej 2/3 głosów. W grudniu 1917 r. w Stawropolu utworzony został komitet wojskowo-rewolucyjny na czele z bolszewikiem Nikołajem Anisimowem. 
1/14 stycznia 1918 r. Zgromadzenie Ludowe Guberni Stawropolskiej, obradujące w Stawropolu, ogłosiło powstanie na jej terytorium republiki radzieckiej i utworzenie rady komisarzy ludowych, której przewodniczącym został działacz bolszewicki A. Ponomariow. W kwietniu 1918 r. rozpoczęto formowanie sił zbrojnych republiki, tworząc Stawropolski Batalion Rewolucyjny. W końcu tego samego miesiąca w Stawropolu miało miejsce wystąpienie lewicowych eserowców przeciwko bolszewikom, które zostało stłumione. W dniach 9-14 maja nadzwyczajny gubernialny zjazd rad ogłosił likwidację wybranej w styczniu rady komisarzy ludowych i przejęcie jej kompetencji przez gubernialny komitet wykonawczy z I. Dejneką, również bolszewikiem, na czele. Przez r. 1918 poparcie dla rewolucji w regionie stawropolskim utrzymywało się. 
W dniach 5-7 lipca 1918 r. na I zjeździe rad Kaukazu Północnego zdecydowaniu o połączeniu Stawropolskiej Republiki Radzieckiej, Tereckiej Republiki Radzieckiej oraz Kubańsko-Czarnomorskiej Republiki Radzieckiej w Północnokaukaską Republikę Radziecką. Terytorium Stawropolskiej Republiki Radzieckiej zostało opanowane przez białych w listopadzie 1918 r.